# IR-Klasse WAM-1
WAM-1 waren die ersten Elektrolokomotiven der Indian Railways für den Betrieb mit 25-kV-Wechselspannung mit einer Frequenz von 50 Hz, die zwischen 1959 und 1961 aus Europa importiert wurden.

## Geschichte
Die Indian Railways führten mithilfe der WAM-1-Lokomotiven der europäischen 50-Hz-Arbeitsgemeinschaft den elektrischen Betrieb mit Wechselstrom ein. Es handelte sich um ein französisches Design, wobei die Baureihen SNCF CC 7100 bzw. SNCF BB 16000 als Vorbilder dienten. Gebaut wurden die 100 Maschinen, die ursprünglich als BBM 1 klassifiziert  wurden, von den Lokomotivfabriken Krauss-Maffei, Krupp, Société des forges et ateliers du Creusot (SFAC) und La Brugeoise et Nivelles (BN). Später folgte die Umbenennung in WAM-1. Die Bezeichnung setzt sich aus W für wide ‚Breitspur‘, A für alternating current ‚Wechselstrom‘ und mixed ‚Universallokomotive für Güter- und Personenverkehr‘ zusammen.

## Einsatz
Die WAM-1-Lokomotiven wurden über 40 Jahre lang vor allem in der Gangesebene eingesetzt, wo die ersten mit 25 kV-Wechselspannung elektrifizierten Strecken lagen und waren dem Depot Asansol der Regionalgesellschaft Eastern Railway (ER) zugeteilt.
Gelegentlich waren sie auch zwischen Delhi, Kanpur und Mughalsarai, sowie zwischen Igatpuri und Bhusawal im Bereich der Central Railway (CR) im Einsatz.  Alle Lokomotiven sind mittlerweile außer Dienst gestellt, nur die Nr. 20202 mit dem Namen Jagjivan Ram ist erhalten geblieben und steht heute im Kolkata Rail Museum in Howrah.

## Weitere Entwicklung
Um nicht an einen Hersteller gebunden zu sein, bestellten die Indian Railways 1960 weitere Lokomotiven bei einem japanischen Konsortium, bestehend aus den Firmen Mitsubishi, Hitachi und Toshiba, die als WAM-2 und 3 klassifiziert wurden.